# Taskiropsyche lacustris
Taskiropsyche lacustris är en nattsländeart som beskrevs av Arturs Neboiss 1977. Taskiropsyche lacustris ingår i släktet Taskiropsyche och familjen Kokiriidae. Inga underarter finns listade i Catalogue of Life.